# Dariusz Gęsior
Dariusz Gęsior (Chorzów, Polonia, 9 de octubre de 1969) es un exfutbolista polaco que jugaba en la posición de defensa.  También ha ejercido como entrenador de la selección polaca sub-19 y sub-20.

## Carrera
Dariusz Gęsior es uno de los jugadores más notables del Ruch Chorzów, equipo en el que permaneció cerca de una década, desde 1987 hasta 1996, acumulando más de 175 presencias en la Ekstraklasa con el conjunto silesiano. El defensa polaco representó a su país en los Juegos Olímpicos de Barcelona 1992, quedando subcampeón junto al resto de la selección de Polonia en la disciplina de fútbol tras la derrota por 3-2 frente a España. Posteriormente jugó para el Widzew Łódź, el Pogoń Szczecin, el Amica Wronki y el Wisła Płock, antes de fichar por su último club en el mercado de invierno de la temporada 2006/07, el Dyskobolia Grodzisk Wielkopolski. En la actualidad forma parte de la plantilla administrativa del Ruch Chorzów, del Odra Wodzisław y de la Asociación Polaca de Fútbol.